# Hyalinobatrachium iaspidiense
Hyalinobatrachium iaspidiense là một loài ếch trong họ Centrolenidae.
Loài này có ở Venezuela và có thể Guyana. Trong tiếng Tây Ban Nha nó được gọi là ranita de cristal de Jaspe.
Các môi trường sống tự nhiên của chúng là các khu rừng ẩm ướt đất thấp nhiệt đới hoặc cận nhiệt đới và sông.
Tình trạng bảo tồn của nó hiện chưa đủ thông tin.